# Repomucenus calcaratus
Repomucenus calcaratus és una espècie de peix de la família dels cal·lionímids i de l'ordre dels perciformes.

## Morfologia
- Els mascles poden assolir 22 cm de longitud total.[4][5]

## Hàbitat
És un peix marí, de clima subtropical i demersal que viu entre 35-110 m de fondària.

## Distribució geogràfica
Es troba al sud d'Austràlia (incloent-hi l'Illa de Lord Howe i l'Illa Norfolk).

## Observacions
És inofensiu per als humans.